# François Payette
François Payette (cerca de Montreal, 1793 - después de 1844) fue un comerciante de pieles de Canadá.
Nacido cerca de Montreal, comenzó su carrera como canonero. Después fue contratado por el empresario peletero John Jacob Astor y embarcado al territorio de Oregón a bordo del Beaver [Castor], entrando en la boca del río Columbia el 9 de mayo de 1812. Astor vendió en 1813 su compañía, la Pacific Fur Company, a la británica Compañía del Noroeste (North West Company, o NWC), y Payette, como muchos hombre más, se unió a la NWC «acompañando a numerosas expediciones al interior».
En 1821, cuando la Compañía de la Bahía de Hudson (Hudson's Bay Company, o HBC) absorbió a la Compañía del Noroeste, Payette fue transferido lealmente a la HBC. Participó en notables expediciones para recolectar pieles a través de las Rocosas superiores y fue un intérprete ocasional, a veces el segundo al mando de las brigadas, y secretario. Estuvo estacionado en Fort Boise sus últimos años en la Compañía, y se retiró el 1 de junio de 1844. Mientras estuvo en el North West Payette habría tenido al menos un hijo con una mujer nativa de la etnia de los flathead. El niño fue llamado Baptiste y pasó el invierno de 1833-1834 estudiando en Boston.
Después de esto, hay dos historias conocidas. La primera es que él volvió a Montreal, y nada más se sabe de él. La segunda es la historia de George Goodhart, que afirma que murió en Idaho, ya fuese en 1854 o 1855, y que fue enterrado en el área ahora conocida como Washoe, a orillas del río Snake y el río Payette.
Fue uno de los hombres más capaces y dignos de la HBC en el interior del Noroeste.

## Reconocimientos
Un río —el río Payette—, un condado —el condado de Payette— y una ciudad —Payette— (todos en Idaho) honran su memoria. 